# 晋康郡
晋康郡（晉康郡、しんこう-ぐん）は、中国にかつて存在した郡。東晋から唐代にかけて、現在の広東省北西部に設置された。

## 概要
351年（永和7年）、東晋により蒼梧郡が分割されて晋康郡が立てられた。晋康郡は広州に属し、郡治は元渓県に置かれた。
南朝宋のとき、晋康郡は端渓・晋化・都城・楽城・賓江・悦城・元渓・夫阮・僑寧・安遂・永始・武定・文招・熙寧の14県を管轄した。
南朝斉のとき、晋康郡は威城・都城・夫阮・元渓・安遂・晋化・永始・端渓・賓江・熙寧・楽城・武定・悦城・文招・義立の15県を管轄した。
589年（開皇9年）、隋が南朝陳を滅ぼすと、晋康郡は廃止されて、端州に編入された。607年（大業3年）に州が廃止されて郡が置かれると、端州が信安郡と改称された。
621年（武徳4年）、唐により信安郡端渓県に康州が置かれた。742年（天宝元年）、康州は晋康郡と改称された。758年（乾元元年）、晋康郡は康州と改称され、晋康郡の呼称は姿を消した。

## 益州晋康郡
南朝斉のとき、益州に晋康郡があった。晋康郡は江原・臨邛・晋楽・徙陽・漢嘉の5県を管轄した。